# NGC 3704
NGC 3704 este o galaxie eliptică situată în constelația Cupa. A fost descoperită în 23 februarie 1878 de către Ernst Wilhelm Tempel. Se află la o distanță de 58,88 de megaparseci de Pământ.